# Fernando Baiano
João Fernando Nelo dit Fernando Baiano, né le 18 mars 1979 à São Paulo au Brésil, est un footballeur évoluant au poste d'attaquant.

## Biographie
À la fin de la saison 2007, à la suite de la rétrogradation du Celta de Vigo en Segunda Division, Baiano est transféré au Real Murcie, récemment promu.

## Palmarès
- Vainqueur du Championnat du Brésil en 1999 avec le SC Corinthians
- Vainqueur du Championnat Paulista en 1999 avec le SC Corinthians
- Vainqueur du Championnat du monde des clubs en 2000 avec le SC Corinthians
- Vainqueur de la Coupe Mercosur en 2000 avec le SC Corinthians